# آهنگ جاسوس: کاپریس هنگ کنگی
آهنگ جاسوس: کاپریس هنگ کنگی فیلمی ژاپنی در سبک کمدی اکشن به کارگردانی تاکاشی میکه محصول سال ۲۰۱۶ است. فیلمنامه این کار را کانکورو کودو را بر اساس مجموعه مانگای موگورا نو اوتا اثر نوبورو تاکاهاشی نوشت. این فیلم دنباله آهنگ جاسوس: مأمور مخفی ریجی محصول سال ۲۰۱۳ است که داستان ریجی کیکوکاوا را پس از اتفاقات آن فیلم دنبال می‌کند. پس از نخستین پخش‌ها فیلم در باکس آفیس ژاپن در جایگاه پنجم قرار گرفت و ۲۲۳ میلیون ین بدست آورد.